# Lista muzicienilor care au concertat în România în anii 2000
Această listă prezintă cronologic concertele susținute de interpreții de altă origine decât română 1 în perioada 2000 - 2009, timp în care aproximativ 200 de formații și soliști internaționali au concertat în România.

## 2004
| Interpret     | Eveniment                              | Locul                     | Data         | Referință |
| Soulfly       | Prophecy Tour                          | Arenele Romane, București | 1 iulie      |           |
| Gloria Gaynor | Festivalul Internațional Cerbul de Aur | București                 | 3 iulie      | [ 2 ]     |
| Pink          | Festivalul Internațional Cerbul de Aur | Piața Sfatului, Brașov    | 22 iulie     | [ 3 ]     |
| Nightwish     | Once World Tour                        | Sala Palatului, București | 19 noiembrie | [ 4 ]     |
| ------------- | -------------------------------------- | ------------------------- | ------------ | --------- |

## 2005
| Interpret     | Eveniment            | Locul                       | Data          | Referință |
| Therion       |                      | Sala Palatului, București   | 4 iunie       |           |
| Megadeth      |                      | Arenele Romane, București   | 15 iunie      |           |
| Nightwish     | Once World Tour      | Sala Polivalentă, București | 30 septembrie | [ 5 ]     |
| ------------- | -------------------- | --------------------------- | ------------- | --------- |
| Tarja Turunen | Christmas World Tour | Palatul Regal, București    | 15 decembrie  | [ 6 ]     |
| Tarja Turunen | Christmas World Tour | Sala Thalia, Sibiu          | 16 decembrie  | [ 7 ]     |
| Smokie        | Revelion 2005/2006   | Sibiu                       | 31 decembrie  | [ 8 ]     |

## 2006
| Interpret    | Eveniment         | Locul                         | Data      | Referință |
| Depeche Mode | Touring the Angel | Stadionul Național, București | 23 iunie  | [ 9 ]     |
| Placebo      | turneul Meds      | Arenele Romane, București     | 13 august | [ 10 ]    |
| ------------ | ----------------- | ----------------------------- | --------- | --------- |

## 2007

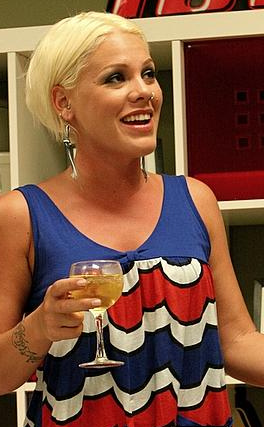
Pink a susținut al doilea concert din cariera sa în România în timpul festivalului B'ESTFEST.

| Interpret      | Eveniment                | Locul                                     | Data         | Referință |
| Gloria Gaynor  | -                        | Sala Palatului, București                 | 13 mai       | [ 11 ]    |
| George Michael | 25 Live Stadium Tour     | Lia Manoliu, București                    | 31 mai       | [ 12 ]    |
| The Prodigy    | CokeLive                 | Lacul Morii, București                    | 22 iunie     | [ 13 ]    |
| Pussycat Dolls | CokeLive                 | Lacul Morii, București                    | 22 iunie     | [ 13 ]    |
| Macy Gray      | CokeLive                 | Lacul Morii, București                    | 22 iunie     | [ 13 ]    |
| Faithless      | B'ESTFEST                | Romexpo, București                        | 29 iunie     | [ 14 ]    |
| Orbital        | B'ESTFEST                | Romexpo, București                        | 29 iunie     | [ 14 ]    |
| Kasabian       | B'ESTFEST                | Romexpo, București                        | 30 iunie     | [ 14 ]    |
| Pink           | B'ESTFEST                | Romexpo, București                        | 30 iunie     | [ 14 ]    |
| Reamonn        | B'ESTFEST                | Romexpo, București                        | 30 iunie     | [ 14 ]    |
| Alice Cooper   | B'ESTFEST                | Romexpo, București                        | 1 iulie      | [ 14 ]    |
| Marilyn Manson | B'ESTFEST                | Romexpo, București                        | 1 iulie      | [ 14 ]    |
| Wu-Tang Clan   | B'ESTFEST                | Romexpo, București                        | 1 iulie      | [ 14 ]    |
| Rolling Stones | A Bigger Bang Tour       | Lia Manoliu, București                    | 14 iulie     | [ 15 ]    |
| Deep Purple    | Rapture of the Deep Tour | Stadionul Cotroceni, București            | 31 octombrie | [ 16 ]    |
| The Scorpions  | Humanity World Tour      | Piața Mare, Sibiu                         | 10 noiembrie | [ 16 ]    |
| -------------- | ------------------------ | ----------------------------------------- | ------------ | --------- |
| Smokie         | Christmas with Smokie    | Sala Polivalentă, București               | 16 decembrie | [ 8 ]     |
| Smokie         | Christmas with Smokie    | Casa de Cultură a Sindicatelor, Constanța | 17 decembrie | [ 8 ]     |
| Smokie         | Christmas with Smokie    | Sala Sporturilor, Brașov                  | 18 decembrie | [ 8 ]     |

## 2008
| Interpret              | Eveniment                     | Locul                             | Data         | Referință |
| Kylie Minogue          | KylieX2008                    | Stadionul Cotroceni, București    | 17 mai       | [ 17 ]    |
| Alanis Morissette      | B'ESTFEST                     | Romexpo, București                | 4 iulie      | [ 18 ]    |
| Cypress Hill           | B'ESTFEST                     | Romexpo, București                | 4 iulie      | [ 18 ]    |
| Kaiser Chiefs          | B'ESTFEST                     | Romexpo, București                | 5 iulie      | [ 18 ]    |
| Manic Street Preachers | B'ESTFEST                     | Romexpo, București                | 5 iulie      | [ 18 ]    |
| Manu Chao              | B'ESTFEST                     | Romexpo, București                | 6 iulie      | [ 18 ]    |
| Moloko                 | B'ESTFEST                     | Romexpo, București                | 6 iulie      | [ 18 ]    |
| Nelly Furtado          | B'ESTFEST                     | Romexpo, București                | 6 iulie      | [ 18 ]    |
| Sunrise Avenue         | B'ESTFEST                     | Romexpo, București                | 6 iulie      | [ 18 ]    |
| Judas Priest           | B'ESTFEST                     | Romexpo, București                | 11 iulie     | [ 18 ]    |
| ---------------------- | ----------------------------- | --------------------------------- | ------------ | --------- |
| Julio Iglesias         | Artă contra droguri           | Stadionul Ion Moina, Craiova      | 14 iulie     | [ 19 ]    |
| Julio Iglesias         | Artă contra droguri           | Stadionul Emil Alexandrescu, Iași | 16 iulie     | [ 19 ]    |
| Julio Iglesias         | Artă contra droguri           | Constanța                         | 19 iulie     | [ 19 ]    |
| Metallica              | European Vacation Tour        | Stadionul Cotroceni, București    | 23 iulie     | [ 20 ]    |
| The Scorpions          | Humanity World Tour           | Parcul Nicolae Romanescu, Craiova | 23 octombrie | [ 16 ]    |
| Jean Michel Jarre      | Oxygene 30th Anniversary Tour | Sala Polivalentă, București       | 10 noiembrie | [ 21 ]    |

## 2009

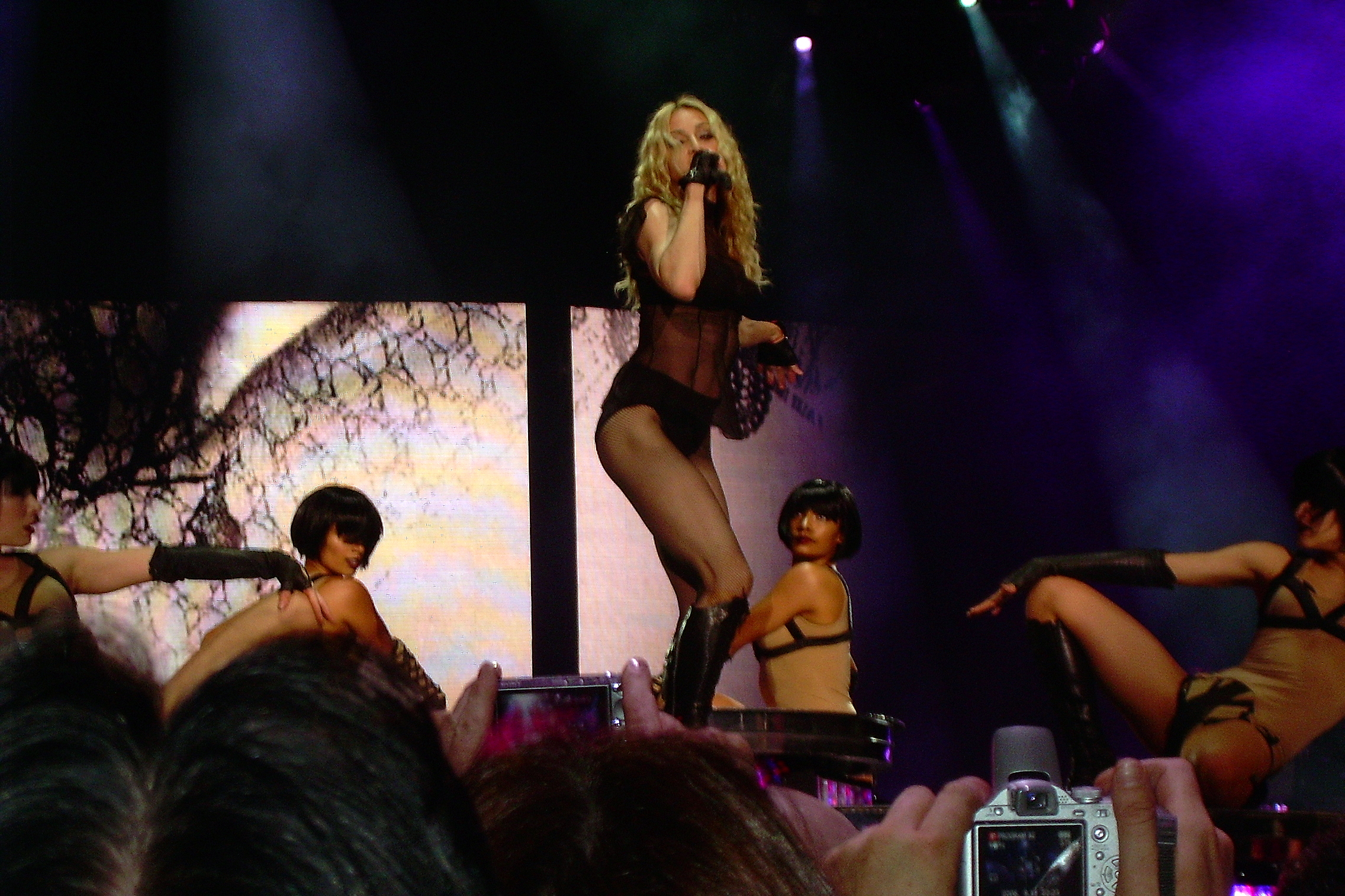
Turneul Madonnei a avut cea mai rapidă vânzare de bilete din România.

| Interpret       | Eveniment                  | Locul                     | Data      | Referință |
| Placebo         | turneul Battle for the Sun | Romexpo, București        | 21 iunie  | [ 22 ]    |
| Tarja Turunen   | Summer Storm Tour          | Sala Palatului, București | 22 iunie  | [ 23 ]    |
| Michael Bolton  | The Very Best of Me        | Sala Palatului, București | 28 iunie  | [ 24 ]    |
| The Killers     | B'ESTFEST                  | Romexpo, București        | 1 iulie   | [ 25 ]    |
| Moby            | B'ESTFEST                  | Romexpo, București        | 2 iulie   | [ 25 ]    |
| Motorhead       | B'ESTFEST                  | Romexpo, București        | 2 iulie   | [ 25 ]    |
| Polarkreis 18   | B'ESTFEST                  | Romexpo, București        | 2 iulie   | [ 25 ]    |
| Franz Ferdinand | B'ESTFEST                  | Romexpo, București        | 3 iulie   | [ 25 ]    |
| Gabriella Cilmi | B'ESTFEST                  | Romexpo, București        | 3 iulie   | [ 25 ]    |
| Oceana          | B'ESTFEST                  | Romexpo, București        | 3 iulie   | [ 25 ]    |
| Orbital         | B'ESTFEST                  | Romexpo, București        | 3 iulie   | [ 25 ]    |
| Santana         | B'ESTFEST                  | Romexpo, București        | 4 iulie   | [ 25 ]    |
| The Ting Tings  | B'ESTFEST                  | Romexpo, București        | 4 iulie   | [ 25 ]    |
| Madonna         | Sticky & Sweet Tour        | Parc Izvor, București     | 26 august | [ 26 ]    |
| --------------- | -------------------------- | ------------------------- | --------- | --------- |